# Irina Molokanova
Irina Ivanovna Molokanova (în rusă Ирина Ивановна Молоканова) (n. 3 decembrie 1957, orașul Cetatea Albă, regiunea Odesa, RSS Ucraineană) este un om politic din Transnistria, care îndeplinește funcția de ministru al finanțelor al auto-proclamatei Republici Moldovenești Nistrene (din 2007). 

## Biografie
Irina Molokanova s-a născut la data de 3 decembrie 1957, în orașul Cetatea Albă din regiunea Odesa (pe atunci în RSS Ucraineană), într-o familie de naționalitate rusă. A absolvit în anul 1980 Institutul Politehnic din Odesa, obținând calificarea de inginer-economist.
După absolvirea facultății în august 1980, este repartizată ca inginer-economist la Fabrica de echipament electric “Pozitron” din orașul Ivano-Frankivsk. Începând din septembrie 1984 a lucrat ca economist, economist șef și șef al direcției economice la Gosodăria de Stat din Tiraspol. 
În iulie 1990 se angajează la Administrația Financiară din Tiraspol, unde lucrează ca șef al direcției de impozite, inspector șef de impozite, director adjunct al Inspecției de Stat pentru Impozite. Începând din decembrie 1995 îndeplinește funcțiile de director adjunct al Administrației Fiscale din carul Ministerului Economiei și Resurselor Materiale din republica separatistă Transnistria. 
În aprilie 1997, Irina Molokanova este numită ca prim-viceministru al finanțelor, apoi este transferată ca șefă a Direcției republicane pentru buget (din august 2000), șef al serviciului de control bugetar cu rang de viceministru (din decembrie 2002) și viceministru al finanțelor (din ianuarie 2007). 
În iulie 2007, Irina Molokanova a fost numită în funcția de ministru al finanțelor al auto-proclamatei Republici Moldovenești Nistrene.
În noiembrie 2007, ea a avertizat că "în 2008 Transnistria va trebui să mizeze doar pe forțele proprii, pentru că nu va mai primi asistență din partea Rusiei", precizând că va realiza un program anticriză extrem de dur bazat pe fiscalitate .
Pentru meritele sale, a primit Ordinul "Gloria Muncii", Medaliile "Pentru muncă susținută" și "Pentru serviciu ireproșabil" clasa a III-a precum și titlul de "Muncitor fruntaș al RMN". Ea are doi copii majori.